# Llista dels estats sobirans amb menys temps de vida
Aquesta és una llista dels estats sobirans amb menys temps de vida (excloent-ne les micronacions) que han durat menys d'un any.

## Definició
La categorització dels estats sempre ha interessat a la doctrina política i a la ciència jurídica constitucionalista i internacional, tot i que són molts i, de vegades contradictoris, els criteris amb què es fa una classificació de les entitats estatals, fins i tot a la cara de la varietat de possibles investigacions que aquest últim pot presentar.
En general, es pot distingir entre aquells que creuen que un Estat «existeix» només per qüestions de fet (de facto) i que és reconegut com a tal només si la majoria dels altres estats ha procedit formalment en aquest sentit (de iure) (teoria de la personalitat legal internacional), i els que creuen que l'efectivitat i la independència són els elements primaris per admetre l'existència d'un estat i, per tant, el reconeixement d'altres estats no assumeix un valor constitutiu.
En el pla fàctic, segons Wimmer i Min, el punt de partida per a una categorització dels estats és el d'unitat geogràfica. Wimmer i Min dedueixen l'existència d'entitats estatals analitzant les transformacions en certes zones geogràfiques, tenint en compte l'estat actual de la realitat en un espai i temps determinat. Aquesta classificació fa que sigui impossible distingir les entitats que realment han aconseguit la independència i els que, malgrat que ja tinguin elements propis d'un Estat, segueixen depenent d'altres estats.
En aquest sentit, ens hem enfrontat al problema de definir els «estats de facto». Un element clau de l'efectivitat dels estats és la seva durada, encara que hi ha criteris de temps diferents per determinar la condició d'estat d'un estat. Segons una doctrina, els estats a curt termini no es poden considerar com a estats de facto, ja que un període de govern real inferior als 24 mesos es considera «merament transitori» per tenir una política efectiva. L'element temporal sembla, per tant, crucial per a la distinció entre estats de facto i estats de curta durada, ja que aquests últims tenen tots els atributs atribuïts a l'anterior. Igual que els estats de facto, els estats de curta durada tenen per una banda declarada oficialment la seva independència o han expressat la seva intenció de declarar-la; per altra banda, han exercit un govern eficaç o un control militar eficaç sobre el territori i, en alguns casos, també han estat àmpliament reconeguts a nivell internacional (sovint són successors d'estats, àmpliament reconeguts internacionalment, que han proclamat la seva pròpia existència en un pla polític en lloc de proclamar la seva independència, com per exemple la Rússia revolucionària de principis del segle xx).

## Llista
A continuació es mostra la llista de proclamacions d'estats sobirans amb dades específiques:
| Estat                                                                | Declaració       | Dissolució       | Duració  | Predecessor                                       | Successor                                             | Notes | Ref.        |
| -------------------------------------------------------------------- | ---------------- | ---------------- | -------- | ------------------------------------------------- | ----------------------------------------------------- | --- | ----------- |
| República Federativa Democràtica de Russia                           | 19-01-1918       | 19-01-1918       | 6 hores  | República Socialista Federada Soviètica de Rússia | República Socialista Federada Soviètica de Rússia     | Formalment proclamada quan l'Assemblea Constituent Russa elegida democràticament va redactar i va adoptar la «Resolució sobre la forma del govern de Rússia», declarant a Rússia com una república federal democràtica. No obstant això, el Comitè Executiu Central Rus va dissoldre l'Assemblea el mateix dia. |             |
| Estat Català                                                         | 06-10-1934       | 07-10-1934       | 9 hores  | Segona República Espanyola                        | Segona República Espanyola                            | Lluís Companys va proclamar l' «Estat Català de la República Federal Espanyola» durant els fets del 6 d'Octubre. Aquest intent secessionista desembocà en l'empresonament dels membres del Govern de Catalunya i la suspensió de l'Estatut de Núria per part de l'Estat espanyol. |             |
| Emirat d'Abu Dhabi                                                   | 01-12-1971       | 02-12-1971       | 1 dia    | Estats de la Treva                                | Emirats Àrabs Units                                   | Els sis emirats havien signat un acord d'unificació uns mesos abans com a part de les negociacions després de la decisió britànica de retirar el control del protectorat. L'Emirat de Ras al-Khaimah es va integrar a la federació a l'any següent. |             |
| Emirat d'Ajman                                                       | 01-12-1971       | 02-12-1971       | 1 dia    | Estats de la Treva                                | Emirats Àrabs Units                                   | Els sis emirats havien signat un acord d'unificació uns mesos abans com a part de les negociacions després de la decisió britànica de retirar el control del protectorat. L'Emirat de Ras al-Khaimah es va integrar a la federació a l'any següent. |             |
| Emirat de Dubai                                                      | 01-12-1971       | 02-12-1971       | 1 dia    | Estats de la Treva                                | Emirats Àrabs Units                                   | Els sis emirats havien signat un acord d'unificació uns mesos abans com a part de les negociacions després de la decisió britànica de retirar el control del protectorat. L'Emirat de Ras al-Khaimah es va integrar a la federació a l'any següent. |             |
| Emirat de Fujairah                                                   | 01-12-1971       | 02-12-1971       | 1 dia    | Estats de la Treva                                | Emirats Àrabs Units                                   | Els sis emirats havien signat un acord d'unificació uns mesos abans com a part de les negociacions després de la decisió britànica de retirar el control del protectorat. L'Emirat de Ras al-Khaimah es va integrar a la federació a l'any següent. |             |
| Emirat de Xarjah                                                     | 01-12-1971       | 02-12-1971       | 1 dia    | Estats de la Treva                                | Emirats Àrabs Units                                   | Els sis emirats havien signat un acord d'unificació uns mesos abans com a part de les negociacions després de la decisió britànica de retirar el control del protectorat. L'Emirat de Ras al-Khaimah es va integrar a la federació a l'any següent. |             |
| Emirat d'Umm al-Qaiwain                                              | 01-12-1971       | 02-12-1971       | 1 dia    | Estats de la Treva                                | Emirats Àrabs Units                                   | Els sis emirats havien signat un acord d'unificació uns mesos abans com a part de les negociacions després de la decisió britànica de retirar el control del protectorat. L'Emirat de Ras al-Khaimah es va integrar a la federació a l'any següent. |             |
| República de Benin                                                   | 19-09-1967       | 20-09-1967       | 1 dia    | Biafra                                            | Nigèria                                               | Proclamada durant la Guerra Civil de Nigèria, amb un govern titella de Biafra. Va ser ocupada militarment per Nigèria l'endemà. |             |
| Carpato-Ucraïna                                                      | 15-03-1939       | 16-03-1939       | 1 dia    | Txecoslovàquia                                    | Regne d'Hongria                                       | Proclamada per Avgustyn Voloshyn. Voloshyn es va nomenar president i li va demanar a Adolf Hitler que el recolzés. Hitler no va respondre i finalment es va annexar a Hongria. |             |
| Crimea                                                               | 05-05-1992       | 06-05-1992       | 1 dia    | Ucraïna                                           | Ucraïna                                               | Independència proclamada pel Parlament de Crimea, que encara no havia estat aprovada pel referèndum que s'havia de celebrar el 2 d'agost de 1992. El 6 de maig de 1992, el mateix parlament va declarar que Crimea era part d'Ucraïna. El parlament ucraïnès es va reunir el 15 de maig, va anul·lar la declaració d'independència, i va donar al parlament de Crimea una setmana per cancel·lar el referèndum. | [ 7 ]       |
| Crimea                                                               | 17-03-2014       | 18-03-2014       | 1 dia    | Ucraïna                                           | Rússia                                                | Declaració unilateral d'independència d'Ucraïna durant la Crisi de Crimea, reconeguda només per Rússia. El govern d'Ucraïna i la majoria de la comunitat internacional no van reconèixer la posterior annexió de Crimea a Rússia. | [ 8 ] [ 9 ] |
| República de Galícia                                                 | 27-06-1931       | 28-06-1931       | 1 dia    | Segona República Espanyola                        | Segona República Espanyola                            | Pedro Campos Couceiro i Antonio Alonso Ríos van declarar que la solució per als problemes de Galícia no passaven per integrar-se en una República Espanyola sinó per optar per la creació d'una república pròpia. Finalment, la negociació entre els espanyols i els gallecs va desactivar el moviment, que va perdre força i finalment va desaparèixer. |             |
| República de Puerto Rico                                             | 23-09-1868       | 24-09-1868       | 1 dia    | Regne Constitucional d'Espanya                    | Regne Constitucional d'Espanya                        | Originada a conseqüència de l'aixecament independentista del Grito de Lares, fou fàcilment vençut pels espanyols. El moviment fou avortat ràpidament, seguit d'una forta política repressiva. |             |
| Illes Fèroe                                                          | 18-09-1946       | 20-09-1946       | 2 dies   | Regne de Dinamarca                                | Regne de Dinamarca                                    | Es va declarar la independència després d'un plebiscit (50,74% a favor i 49,26% en contra), però la declaració va ser anul·lada per Dinamarca argumentant que una majoria dels votants de les illes Fèroe no havien donat suport a la independència. El rei Cristià X de Dinamarca va dissoldre el Parlament feroès el 24 de setembre. |             |
| República Federal de Mindanao                                        | 04-10-1990       | 06-10-1990       | 2 dies   | Filipines                                         | Filipines                                             | Proclamada després que el coronel Alexander Noble i els seus seguidors prenguessin dues guarnicions sense disparar cap tret. Noble es va rendir de forma incondicional dos dies després i va ser detingut. Malgrat l'arrest, Noble va dir que va tenir èxit en el seu objectiu de cridar l'atenció sobre els problemes que afecten a Mindanao. |             |
| República de Ploiești                                                | 08-08-1870       | 09-08-1870       | 2 dies   | Regne de Romania                                  | Regne de Romania                                      | El 8 d'agost, el capità Alexandru Candiano-Popescu va anunciar que tenia informació de Bucarest que la monarquia seria enderrocada la nit següent i va iniciar una revolta. A la tarda del 9 d'agost, soldats de Bucarest van arribar a Ploieşti i van arrestar la nova administració. Trenta-sis dels líders del moviment van ser acusats de «revolta contra el govern». Els judicis dels civils que van participar en la revolta es van traslladar finalment a Târgovişte i, el 17 d'octubre de 1870, no van ser considerats culpables. |             |
| República catalana                                                   | 14-04-1931       | 17-04-1931       | 3 dies   | Segona República Espanyola                        | Segona República Espanyola                            | Declaració unilateral per Francesc Macià, poques hores abans que a Madrid es procedís a proclamar la República Espanyola. El 17 d'abril, Macià arribà a un pacte amb els ministres Fernando de los Ríos Urruti, Marcel·lí Domingo i Lluís Nicolau d'Olwer, i la República catalana va ser rebatejada amb el nom de Generalitat de Catalunya. |             |
| República Federal d'Alcoi                                            | 09-07-1873       | 13-07-1873       | 5 dies   | Primera República Espanyola                       | Primera República Espanyola                           | Proclamada pels obrers durant la Revolució del Petroli. Finalment, la revolta acabà amb la intervenció de l'exèrcit amb una ocupació militar d'Alcoi. Foren jutjats més de 600 obrers, fins i tot menors entre 12 i 17 anys. Molts dels jutjats foren condemnats a penes de mort. |             |
| Estat de Somalilàndia                                                | 26-06-1960       | 01-07-1960       | 5 dies   | Somàlia Britànica                                 | República de Somàlia                                  | Va ser el nom assumit per l'antic protectorat britànic de Somàlia Britànica durant els cinc dies, entre la seva independència del Regne Unit el 26 de juny de 1960 i la seva unió amb l'Administració fiduciària italiana de Somàlia l'1 de juliol de 1960 per formar la República de Somàlia. |             |
| República Catalana                                                   | 17-01-1641       | 23-01-1641       | 6 dies   | Imperi Espanyol                                   | Regne de França                                       | Proclamada pels Braços Generals, presidits per Pau Claris, la van posar sota la protecció de França. Una setmana més tard, davant l'alarmant penetració de l'exèrcit de Felip IV de Castella, els Braços Generals van proclamar a Lluís XIII de França com a comte de Barcelona i es va posar la república sota la sobirania francesa. |             |
| República Democràtica Hongaresa                                      | 02-08-1919       | 08-08-1919       | 6 dies   | República Soviètica Hongaresa                     | República d'Hongria                                   | Després del col·lapse de la República Soviètica hongaresa, el govern de Gyula Peidl va restaurar el nom anterior de la república (República Democràtica Hongaresa) i va anul·lar tots els decrets anteriors. El 8 d'agost, el govern d'István Friedrich va enderrocar el govern de Peidl i va canviar el nom pel de República d'Hongria. |             |
| Hunan Soviètic                                                       | 07-09-1927       | 14-09-1927       | 7 dies   | República de la Xina                              | República de la Xina                                  | Proclamada per Mao Zedong durant l'aixecament de la collita de la tardor. L'aixecament va ser derrotat per les forces del Kuomintang i Mao es va veure obligat a retrocedir a les muntanyes Jinggang, a la frontera entre les províncies de Hunan i Jiangxi. |             |
| República de Martyazo                                                | 01-05-1972       | 09-05-1972       | 8 dies   | Burundi                                           | Burundi                                               | Proclamada pels rebels hutus a Burundi. El 9 de maig de 1972, les forces del govern dominades pels tutsi de Michel Micombero van ocupar la regió, acabant amb la rebel·lió i l'existència de Martyazo. |             |
| República de Prekmurje                                               | 29-05-1919       | 06-06-1919       | 8 dies   | Àustria-Hongria                                   | Regne d'Hongria                                       | Vilmos Tkálecz (i altres) van declarar la independència en funció dels catorze punts de la llista de Woodrow Wilson dels drets de les minories per tenir el seu propi estat. El 6 de juny de 1919, l'exèrcit comunista hongarès es va proposar restablir l'ordre a la regió i va intentar desmantellar la república. Tkálecz va fugir a Àustria. Les milícies comunistes van matar a prop de 50 camperols anticomunistes i la repressió va ser greu. L'1 d'agost, la República Soviètica Hongaresa va ser derrotada per les forces de Romania. L'exèrcit del Regne dels Serbis, Croats i Eslovens va aprofitar l'oportunitat d'annexar aquesta regió el 17 d'agost de 1919. |             |
| República de Prekmurje                                               | 29-05-1919       | 06-06-1919       | 8 dies   | Àustria-Hongria                                   | Regne dels Serbis, Croats i Eslovens                  | Vilmos Tkálecz (i altres) van declarar la independència en funció dels catorze punts de la llista de Woodrow Wilson dels drets de les minories per tenir el seu propi estat. El 6 de juny de 1919, l'exèrcit comunista hongarès es va proposar restablir l'ordre a la regió i va intentar desmantellar la república. Tkálecz va fugir a Àustria. Les milícies comunistes van matar a prop de 50 camperols anticomunistes i la repressió va ser greu. L'1 d'agost, la República Soviètica Hongaresa va ser derrotada per les forces de Romania. L'exèrcit del Regne dels Serbis, Croats i Eslovens va aprofitar l'oportunitat d'annexar aquesta regió el 17 d'agost de 1919. |             |
| República Democràtica de Timor Oriental                              | 28-11-1975       | 07-12-1975       | 9 dies   | Portugal                                          | Indonèsia                                             | Proclamada pel Front Revolucionari de Timor-Leste Independent (FRETLIN) després d'una guerra civil de tres setmanes. La independència no va ser reconeguda per Portugal. El 7 de desembre, els militars indonesis van ocupar breument tota la part de Timor Oriental. Es va restaurar la independència el 20 de maig de 2002. |             |
| República de Kruševo                                                 | 03-08-1903       | 13-08-1903       | 10 dies  | Imperi Otomà                                      | Imperi Otomà                                          | Entitat política proclamada el 1903 per rebels de l'Organització Interna Revolucionària de Macedònia a Kruševo durant la revolta d'Ilinden-Preobrazhenie. Inicialment sorprès pel moviment, el govern otomà va prendre ràpidament mesures excepcionals per erradicar-la. La captura de Kruševac el 13 d'agost va provocar una sèrie d'actes violents contra els rebels i la població. |             |
| República Soviètica d'Alsàcia                                        | 10-11-1918       | 22-11-1918       | 12 dies  | Imperi Alemany                                    | Tercera República Francesa                            | Es va proclamar a la fi de la Primera Guerra Mundial, durant la revolució alemanya, quan s'estava transferint a França la sobirania de la regió. Uns dies més tard, els soldats francesos sota el comandament del general Henri Gouraud van entrar als barris d'Estrasburg el 22 de novembre de 1918, les vagues van ser acabades per la força i els agitadors van ser arrestats. |             |
| República de Connacht                                                | 27-08-1798       | 08-09-1798       | 12 dies  | Regne d'Irlanda                                   | Regne d'Irlanda                                       | Creada gràcies a l'ajuda militar francesa als Irlandesos Units durant la rebel·lió irlandesa de 1798. Només va ser reconeguda per la Primera República Francesa. Després de la derrota final en la batalla de Ballinamuck enfront de les tropes britàniques del Marquès de Cornwallis la república va deixar d'existir i el territori va ser reintegrat en el Regne d'Irlanda. |             |
| República de Bòsnia Occidental                                       | 26-07-1995       | 07-08-1995       | 12 dies  | República de Bòsnia i Hercegovina                 | República de Bòsnia i Hercegovina                     | Va sorgir com a resultat de les polítiques secessionistes executades per Fikret Abdic contra el govern bosnià durant la guerra de Bòsnia. Va caure ràpidament durant l'Operació Tigre, per ser definitivament dissolta després de l'Operació Tempesta executada conjuntament per forces governamentals croates i bòsnies. El seu territori va ser annexionat a la Federació de Bòsnia i Hercegovina. |             |
| República de Louisiana                                               | 26-01-1861       | 08-02-1861       | 13 dies  | Estats Units                                      | Estats Confederats                                    | En la convenció de la Secessió es va aprovar l'Ordenança de Secessió amb 113 vots a favor i 17 en contra per a separar-se dels Estats Units. Dues setmanes més tard, l'Estat de Louisiana es va unir als Estats Confederats d'Amèrica. |             |
| República del Banat                                                  | 01-11-1918       | 15-11-1918       | 14 dies  | Àustria-Hongria                                   | Regne de Romania                                      | Proclamada a Timişoara l'1 de novembre de 1918, l'endemà de la dissolució de l'Imperi austrohongarès. Reconegut únicament per Hongria, la república va ser envaïda per l'exèrcit de la veïna Sèrbia el 15 de novembre i va posar fi a la república. Pocs mesos més tard, el seu territori va quedar dividit principalment entre el Regne dels Serbis, Croats i Eslovens i Romania. |             |
| República del Banat                                                  | 01-11-1918       | 15-11-1918       | 14 dies  | Àustria-Hongria                                   | Regne dels Serbis, Croats i Eslovens                  | Proclamada a Timişoara l'1 de novembre de 1918, l'endemà de la dissolució de l'Imperi austrohongarès. Reconegut únicament per Hongria, la república va ser envaïda per l'exèrcit de la veïna Sèrbia el 15 de novembre i va posar fi a la república. Pocs mesos més tard, el seu territori va quedar dividit principalment entre el Regne dels Serbis, Croats i Eslovens i Romania. |             |
| República Socialista Asturiana                                       | 04-10-1934       | 19-10-1934       | 15 dies  | Segona República Espanyola                        | Segona República Espanyola                            | Proclamada durant la revolució d'Astúries de 1934. El govern espanyol va mobilitzar nombroses forces per a aixafar la rebel·lió. Tant l'alliberament d'Astúries com la repressió posterior van ser molt dures |             |
| Estat de Singapur                                                    | 31-08-1963       | 16-09-1963       | 17 dies  | Autogovern de Singapur                            | Singapur en Malàisia                                  | Quan es va acabar la Segona Guerra Mundial, Singapur va tornar al control britànic, amb l'augment dels nivells d'autogovern que es van concedir, que van culminar amb la fusió de Singapur amb la Federació de Malàisia per formar Malàisia el 1963. | [ 10 ]      |
| República Soviètica Eslovaca                                         | 16-06-1919       | 07-07-1919       | 21 dies  | Primera República de Txecoslovàquia               | Primera República de Txecoslovàquia                   | Estat titella de la República Soviètica Hongaresa que va ser fundada durant l'avanç de l'exèrcit revolucionari hongarès de la primavera de 1919. Va desaparèixer juntament amb la República Soviètica Hongaresa per l'avanç dels exèrcits txecs i romanesos, amb el suport de la Triple Entesa. |             |
| República Soviètica Eslovaca                                         | 16-06-1919       | 07-07-1919       | 21 dies  | República Soviètica Hongaresa                     | Primera República de Txecoslovàquia                   | Estat titella de la República Soviètica Hongaresa que va ser fundada durant l'avanç de l'exèrcit revolucionari hongarès de la primavera de 1919. Va desaparèixer juntament amb la República Soviètica Hongaresa per l'avanç dels exèrcits txecs i romanesos, amb el suport de la Triple Entesa. |             |
| República de Kuwait                                                  | 04-08-1990       | 28-08-1990       | 24 dies  | Kuwait                                            | República d'Iraq                                      | Estat titella de la República d'Iraq creat a partir de la invasió de Kuwait. El 28 d'agost es va transformar en una província d'Iraq i, per tant, es va annexar formalment al país. La negativa d'Iraq a retirar-se de Kuwait va donar lloc a la Guerra del Golf. | [ 11 ]      |
| República Partisana d'Alba                                           | 10-10-1944       | 02-11-1944       | 24 dies  | República Social Italiana                         | República Social Italiana                             | Proclamada a la ciutat d'Alba, va ser una de les 20 repúbliques partisanes italianes que es van crear com a forma de resistència local contra el feixisme italià durant la Segona Guerra Mundial. Finalment la ciutat va ser ocupada per les tropes feixistes després d'atacar per sorpresa. |             |
| República de Califòrnia                                              | 14-06-1846       | 09-07-1846       | 25 dies  | Mèxic                                             | Estats Units                                          | Estat sorgit arran de la revolta duta a terme pels colons californians d'origen estatunidenc, a la ciutat de Sonoma, en contra de les autoritats de la fins llavors província mexicana d'Alta Califòrnia. Declarada durant la Guerra de Mèxic-Estats Units, finalment es va annexionar als Estats Units, formant l'actual Estat de Califòrnia. |             |
| República Soviètica de Bremen                                        | 10-01-1919       | 04-02-1919       | 25 dies  | República de Weimar                               | República de Weimar                                   | Proclamada pels treballadors de Bremen i Bremerhaven, en el context de l'escalada de la lluita revolucionària a Alemanya. El govern revolucionari de Bremerhaven va ser enderrocat el 8 i 9 de febrer de 1919. | [ 12 ]      |
| República Soviètica Bàvara                                           | 06-04-1919       | 03-05-1919       | 27 dies  | República de Weimar                               | República de Weimar                                   | Breu administració revolucionària que consistia en una sèrie de consells d'obrers, camperols i soldats federats, i un govern coordinador que fou format a l'estat federat alemany de Baviera. El 3 de maig del 1919, els Freikorps van ocupar la República bavaresa. Uns 1000 voluntaris del govern foren morts, prop de 700 homes i dones foren arrestats i executats, i el seu dirigent, Eugen Leviné, va ser condemnat a mort. |             |
| República d'Alabama                                                  | 11-01-1861       | 08-02-1861       | 28 dies  | Estats Units                                      | Estats Confederats                                    | Es van declarar independents després de separar-se dels Estats Units d'Amèrica. Es van unir ràpidament als Estats Confederats durant la Guerra Civil dels Estats Units. |             |
| República de Florida                                                 | 10-01-1861       | 08-02-1861       | 29 dies  | Estats Units                                      | Estats Confederats                                    | Es van declarar independents després de separar-se dels Estats Units d'Amèrica. Es van unir ràpidament als Estats Confederats durant la Guerra Civil dels Estats Units. |             |
| República de Texas                                                   | 01-02-1861       | 02-03-1861       | 29 dies  | Estats Units                                      | Estats Confederats                                    | Es van declarar independents després de separar-se dels Estats Units d'Amèrica. Es van unir ràpidament als Estats Confederats durant la Guerra Civil dels Estats Units. |             |
| República de Mississipi                                              | 09-01-1861       | 08-02-1861       | 30 dies  | Estats Units                                      | Estats Confederats                                    | Es van declarar independents després de separar-se dels Estats Units d'Amèrica. Es van unir ràpidament als Estats Confederats durant la Guerra Civil dels Estats Units. |             |
| Estat dels Eslovens, Croats i Serbis                                 | 29-10-1918       | 01-12-1918       | 33 dies  | Àustria-Hongria                                   | Regne dels Serbis, Croats i Eslovens                  | Autoproclamada per les regions sud-occidentals de l'Imperi austrohongarès després que es dissolgués en finalitzar la Primera Guerra Mundial, a càrrec de la població de eslovens, croats i serbis que habitaven aquestes regions de l'Imperi. Uns mesos després de la seva formació es va integrar al Regne dels Serbis, Croats i Eslovens. |             |
| República de Florida Occidental                                      | 23-09-1810       | 27-10-1810       | 34 dies  | Florida Occidental Espanyola                      | Estats Units                                          | Proclamada per un grup de rebels, format per colons estatunidencs i britànics, que van vèncer la guarnició espanyola a Baton Rouge. Els Estats Units no van reconèixer la independència, i el 27 d'octubre de 1810, el president James Madison va proclamar la possessió i la seva annexió als Estats Units. Actualment és una part oriental de l'estat de Louisiana. |             |
| República Democràtica Federal de Transcaucàsia                       | 22-04-1918       | 28-05-1918       | 36 dies  | República Socialista Federada Soviètica de Rússia | República Democràtica d'Armènia                       | Va ser una efímera federació composta pels estats actuals d'Armènia, l'Azerbaidjan, Geòrgia, i territoris posteriorment annexats per l'Imperi Otomà i la Rússia soviètica situats al Caucas. La federació es va dissoldre quan Geòrgia declarà la seva independència el 26 de maig. Armènia i l'Azerbaidjan seguiren el seu exemple el 28 de maig. |             |
| República Democràtica Federal de Transcaucàsia                       | 22-04-1918       | 28-05-1918       | 36 dies  | República Socialista Federada Soviètica de Rússia | República Democràtica de l'Azerbaidjan                | Va ser una efímera federació composta pels estats actuals d'Armènia, l'Azerbaidjan, Geòrgia, i territoris posteriorment annexats per l'Imperi Otomà i la Rússia soviètica situats al Caucas. La federació es va dissoldre quan Geòrgia declarà la seva independència el 26 de maig. Armènia i l'Azerbaidjan seguiren el seu exemple el 28 de maig. |             |
| República Democràtica Federal de Transcaucàsia                       | 22-04-1918       | 28-05-1918       | 36 dies  | República Socialista Federada Soviètica de Rússia | República Democràtica de Geòrgia                      | Va ser una efímera federació composta pels estats actuals d'Armènia, l'Azerbaidjan, Geòrgia, i territoris posteriorment annexats per l'Imperi Otomà i la Rússia soviètica situats al Caucas. La federació es va dissoldre quan Geòrgia declarà la seva independència el 26 de maig. Armènia i l'Azerbaidjan seguiren el seu exemple el 28 de maig. |             |
| República de Labin                                                   | 02-03-1921       | 08-04-1921       | 37 dies  | Regne d'Itàlia                                    | Regne d'Itàlia                                        | Proclamada pels miners de la ciutat de Labin durant una vaga general, com un aixecament antifeixista. L'administració italiana a Ístria va decidir reprimir la república utilitzant la força militar i, finalment, va aconseguir després de suprimir la forta resistència dels miners. |             |
| República de Biak-na Bato                                            | 01-11-1897       | 15-12-1897       | 44 dies  | Indies Orientals Espanyoles                       | Indies Orientals Espanyoles                           | Proclamada pel líder revolucionari Emilio Aguinaldo i els seus companys revolucionaris. Malgrat els seus èxits, incloent l'establiment de la primera constitució de les Filipines, la república va desaparèixer per un tractat de pau signat per Aguinaldo i el governador general espanyol, Fernando Primo de Rivera, que incloïa disposicions per a l'amnistia i l'exili d'Aguinaldo. |             |
| República de Biak-na Bato                                            | 01-11-1897       | 15-12-1897       | 44 dies  | República Tagala                                  | Primera República Filipina                            | Proclamada pel líder revolucionari Emilio Aguinaldo i els seus companys revolucionaris. Malgrat els seus èxits, incloent l'establiment de la primera constitució de les Filipines, la república va desaparèixer per un tractat de pau signat per Aguinaldo i el governador general espanyol, Fernando Primo de Rivera, que incloïa disposicions per a l'amnistia i l'exili d'Aguinaldo. |             |
| República d'Ossola                                                   | 08-09-1944       | 23-10-1944       | 45 dies  | República Social Italiana                         | República Social Italiana                             | El 1944, amb les forces aliades que encara es trobaven al sud dels Apenins, els partisans italians van iniciar una revolta darrere de les línies alemanyes i van poder establir d'una sèrie de governs partisans provisionals a tot el nord d'Itàlia, dels quals la República lliure d'Ossola era la més destacada. Va rebre el reconeixement oficial de Suïssa. Al cap de poques setmanes, les tropes alemanyes van aixafar l'aixecament |             |
| República Democràtica de l'Iemen                                     | 21-05-1994       | 07-07-1994       | 47 dies  | Yemen                                             | Yemen                                                 | Proclamada durant la Guerra civil del Iemen de 1994, no va obtenir reconeixement internacional, però va despertar el suport de l'Aràbia Saudita per la seva posició. A la secessió van seguir forts combats. La guerra civil va acabar amb la caiguda de les forces de la República Democràtica de l'Iemen davant l'exèrcit de l'Iemen del Nord a la ciutat d'Adén. |             |
| República del Palmeto                                                | 20-12-1860       | 08-02-1861       | 50 dies  | Estats Units                                      | Estats Confederats                                    | Carolina del Sud es va convertir en el primer estat esclavista del sud que es va separar dels Estats Units. L'Estat va adoptar la bandera amb la palma nana (palmeto), pel que també va ser anomenada «república del palmeto». Finalment, Carolina del Sud es va unir als Estats Confederats. |             |
| Regne d'Islàndia                                                     | 26-06-1809       | 22-08-1809       | 58 dies  | Regne de Dinamarca i Noruega                      | Regne de Dinamarca i Noruega                          | L'aventurer danès Jørgen Jørgensen va aconseguir arrestar al governador i es va proclamar protector d'Islàndia, prometent que tornaria a instaurar l'Alþingi tan aviat com els islandesos poguessin governar-se. La seva intenció era establir una societat liberal amb l'esperit que estava sorgint en aquell moment a les Amèriques i Europa. Amb l'arribada del HMS Talbot dos mesos més tard, el govern danès va ser restaurat i Jørgensen va ser enviat a Anglaterra. Va ser alliberat el 1811. |             |
| República Popular de Mongòlia Interior                               | 09-09-1945       | 06-11-1945       | 58 dies  | Invasió soviètica de Manxúria                     | Xina sota control comunista (1927-1949)               | Durant la Segona Guerra sinojaponesa, els japonesos van crear a la Xina un estat titella a Mongòlia Interior anomenat Mengjiang. El Mengjiang va ser dissolt per la invasió de les tropes soviètiques l'agost de 1945. El 9 de setembre de 1945, es va celebrar un congrés, que va proclamar la República Popular de Mongòlia Interior. Per a evita la secessió Partit Comunista xinès va enviar a Ulanhu a prendre el control de la situació i va ordenar que el govern de Mongòlia Interior quedés dissolt. L'11 de maig de 1947 es va fundar la Regió Autònoma de Mongòlia Interior.                                                                                     |             |
| Consell Sobirà d'Astúries i Lleó                                     | 24-08-1937       | 21-10-1937       | 59 díes  | Segona República Espanyola                        | Espanya                                               | Proclamada durant la Guerra Civil Espanyola degut a la situació d'aïllament del front del nord, amb intenció de tornar a integrar-se a la República Espanyola «a la vista dels esdeveniments favorables que esdevinguin en el curs de la guerra». Les tropes nacionals van entrar a Gijón i Avilés el 21 d'octubre, finalitzant d'aquesta manera la campanya del nord. |             |
| Federació de Malí                                                    | 20-06-1960       | 20-08-1960       | 62 dies  | Colònia del Senegal Sudàn Francès                 | Senegal Mali                                          | Es va independitzar després de negociar amb França. Dos mesos després, els líders del Sudàn van mobilitzar l'exèrcit. Els dirigents del Senegal van prendre represàlies mobilitzant la gendarmeria (policia nacional), i l'endemà es van retirar de la federació per a crear Senegal. Els funcionaris del Sudan van tallar les relacions diplomàtiques amb Senegal i van canviar el nom de la federació pel de Mali. |             |
| Govern Provisional de Saskatchewan                                   | 19-03-1885       | 20-05-1885       | 62 dies  | Canadà                                            | Canadà                                                | Proclamat durant la Rebel·lió Nord-oest de 1885 en el que és avui la província canadenca de Saskatchewan. Va deixar d'existir després de la derrota militar dels métis en el setge de Batoche. |             |
| República de Bangsamoro                                              | 27-07-2013       | 23-09-2013       | 64 dies  | Philippines                                       | Philippines                                           | Proclamada per Nur Misuari, president del Front d'Alliberament Nacional Moro, no va ser reconeguda per les Filipines. Els esdeveniments van desembocar en la crisi de Zamboanga de 2013. La república va desaparèixer després de la derrota a la ciutat de Zamboanga pel Govern filipí, tot i que el FANM no va renunciar a les seves pretensions d'establir un país independent a la regió. |             |
| Comuna del Poble Treballador d'Estònia                               | 29-11-1918       | 01-02-1919       | 65 dies  | Estonia                                           | Estonia                                               | Govern no reconegut que va reclamar les parts ocupades de la República d'Estònia pels bolxevics durant la Guerra d'Independència d'Estònia i la Guerra Civil Russa. Va ser un Estat titella de la República Socialista Soviètica de Rússia, i es va instaurar una dictadura del proletariat i el terror roig. La comuna va desaparèixer després d'una contraofensiva iniciada el 7 de gener de 1919 per l'Exèrcit Popular d'Estònia (Rahvavägi). Es va formar un govern en l'exili que va durar fins al 5 de juny de 1919. |             |
| Ducat Bàltic Unit                                                    | 22-09-1918       | 28-11-1918       | 67 dies  | Imperi Alemany                                    | Govern Provisional de Letònia · Estònia               | També conegut com el Gran Ducat de Livonia, va ser un Estat client de l'Imperi Alemany proposat per la noblesa bàltica alemanya i la noblesa russa exiliada després de la Revolució Russa. Amb la derrota d'Alemanya en la Primera Guerra Mundial, el Ducat Bàltic Unit va deixar de tenir importància. Finalment, Letònia i Estònia es van establir com a repúbliques independents. |             |
| República d'Haití Espanyol                                           | 30-11-1821       | 09-02-1822       | 71 dies  | Capitania General de Santo Domingo                | República d'Haití i Santo Domingo                     | Proclamada després que el general José Núñez de Cáceres derrotés als colons espanyols de Santo Domingo. Degut a les pressions d'un grup de polítics i oficials militars, Santo Domingo es va unir amb Haití, buscant l'estabilitat política del president haitià Jean-Pierre Boyer. |             |
| República Soviètica de Soldats i Constructors Fortaleses de Naissaar | 17-12-1917       | 26-02-1918       | 72 dies  | República Socialista Federada Soviètica de Rússia | Ober Ost                                              | Proclamada en una petita illa d'Estònia per un grup de 80-90 mariners russos, que van formar un govern i van imposar impostos a la població local. La república va deixar d'existir el 26 de febrer de 1918, quan les forces alemanyes van ocupar l'illa, fent que els russos fugissin. |             |
| Emirat de Ras al-Khaimah                                             | 01-12-1971       | 11-02-1972       | 72 dies  | Estats de la Treva                                | United Arab Emirates                                  | És un dels set emirats que integren els Emirats Àrabs Units, que havien signat un acord d'unificació uns mesos abans com a part de les negociacions després de la decisió britànica de retirar el control del protectorat. És l'únic dels emirats que no es va integrar a la federació l'any 1971 sinó a l'any següent. |             |
| República de Baixa Califòrnia                                        | 03-11-1853       | 21-01-1854       | 79 dies  | Estats Units Mexicans                             | República de Sonora                                   | Proclamada pel filibuster William Walker després de conquerir amb 45 homes els territoris mexicans del Territori de Baixa Califòrnia i l'Estat de Sonora. Va ser un estat que mai va tenir el reconeixement perquè no va existir realment perquè Walker no tenia ni el control total de la península ni el suport de la població. Finalment, Walker la va annexionar a la República de Sonora, un territori que també havia conquerit. |             |
| República de Komańcza                                                | 04-11-1918       | 23-01-1919       | 80 dies  | Àustria-Hongria                                   | Segona República Polonesa                             | Va ser una associació de 30 pobles de la gmina de Komańcza. El seu projecte era unificar-se amb la República Popular d'Ucraïna Occidental. La República va ser suprimida pel govern polonès durant la Guerra polonesa-txecoslovaca. |             |
| Gran República de Rough i Ready                                      | 07-04-1850       | 04-07-1850       | 88 dies  | Estats Units                                      | Estats Units                                          | La ciutat Rough and Ready va declarar la seva secessió dels Estats Units com «la Gran República de Rough i Ready», en gran part per evitar els impostos miners. Tres mesos més tard, els seus ciutadans van votar per a tornar a formar part dels Estats Units. | [ 13 ]      |
| República Rauraciana                                                 | 17-12-1792       | 23-03-1793       | 96 dies  | Principat Episcopal de Basilea                    | Primera República Francesa                            | Va ser creada durant la Revolució Francesa com a Estat client de França a partir de la part septentrional del Principat Episcopal de Basilea, que formava part del Sacre Imperi Romanogermànic. Enmig d'una situació confusa, finalment va decidir annexionar-se amb França. Vint-i-dos anys més tard, el 1815, Basilea i Berna es van repartir el territori. |             |
| República de Vemerana                                                | 28-05-1980       | 01-09-1980       | 96 dies  | Noves Hèbrides                                    | Vanuatu                                               | Proclamada Jimmy Stevens «Moises», líder messiànic de Nagriamel, en la vespra de la independència de Vanuatu en 1980. Només reconeguda per França, la república va ser anul·lada pels soldats de Nova Guinea després de la Guerra de Coco, i les represàlies contra partidaris de Nagriamel es van estendre per les illes del nord. |             |
| Estat Independent d'Azawad                                           | 06-04-2012       | 12-07-2012       | 97 dies  | Mali                                              | Mali                                                  | Declaració unilateral d'independència del Moviment Nacional per l'Alliberament de l'Azawad (MNLA) durant una rebel·lió tuareg. Cap país la va reconèixer, però va ser recolzada per diversos grups islamistes durant el Conflicte al nord del Mali. Finalment es va arribar a un acord de pau entre el MNLA i el govern de Mali, que proporcionava als tuaregs una major autonomia a canvi de rebutjar la seva reclamació de la Independència. |             |
| República Socialista dels Treballadors de Finlàndia                  | 29-01-1918       | 05-05-1918       | 97 dies  | Finland                                           | Regne de Finlàndia                                    | Proclamada durant la Guerra Civil finlandesa pels Guàrdies Roigs amb el suport de Rússia. Va ser derrotada pels Guàrdies Blancs, que van rebre suport d'Alemanya. |             |
| Nació de Tanna                                                       | 24-05-1974       | 29-06-1974       | 97 dies  | Noves Hèbrides                                    | Noves Hèbrides                                        | Proclamada per un moviment secessionista. Mentre que els britànics van ser més oberts a concedir la independència, els colons francesos es van oposar. Finalment les autoritats del Condomini Anglo-Francès els van reprimir. |             |
| República Democràtica de Finlàndia                                   | 01-12-1939       | 13-03-1940       | 102 dies | Finland                                           | Soviet Union                                          | Govern titella reconegut només per la Unió Soviètica, planejat per Ióssif Stalin per a conquerir Finlàndia. Va operar nominalment en les parts de Carèlia que van ser ocupades per la Unió Soviètica durant la Guerra d'Hivern. Finalment va formar part de la Unió Soviètica com a RSS Carelo-Finlandesa després que Finlàndia la cedís en el Tractat de Moscou. |             |
| República Popular de Zanzíbar                                        | 12-01-1964       | 26-04-1964       | 104 dies | Sultanat de Zanzibar                              | Tanzania                                              | Estat que va suplantar al Sultanat de Zanzíbar després del triomf de la Revolució de Zanzíbar, i que va deixar d'existir quan es va unir amb la República de Tanganyika per formar Tanzània. Va ser reconegut per la majoria dels estats del Bloc de l'Est. |             |
| República Juliana                                                    | 24-07-1839       | 15-12-1839       | 114 dies | Imperi del Brasil                                 | Imperi del Brasil                                     | Proclamada per David Canabarro i Giuseppe Garibaldi durant la Guerra dels Farrapos, va formar una confederació amb la veïna República Riograndense. Quatre mesos després de la seva fundació va ser reconquerida per les tropes de Brasil. |             |
| República Democràtica Mòldava                                        | 15-12-1917       | 09-04-1918       | 115 dies | República Russa                                   | Regne de Romania                                      | Proclamada pel Sfatul Țării (Consell Nacional) de Bessaràbia després de la Revolució de Febrer i l'inici de la desintegració de l'Imperi Rus. Al final de la Primera Guerra Mundial va ser oficialment annexada a la Gran Romania pel Tractat de París. |             |
| República de Sonora                                                  | 10-01-1854       | 08-05 1854       | 118 dies | República de Baixa Califòrnia                     | Estats Units Mexicans                                 | Proclamada pel filibuster William Walker després de conquerir amb 45 homes els territoris mexicans del Territori de Baixa Califòrnia i l'Estat de Sonora. La manca de subministraments i la forta resistència del govern mexicà van obligar a Walker a retirar-se ràpidament. |             |
| República de Sonora                                                  | 10-01-1854       | 08-05 1854       | 118 dies | Estats Units Mexicans                             | Estats Units Mexicans                                 | Proclamada pel filibuster William Walker després de conquerir amb 45 homes els territoris mexicans del Territori de Baixa Califòrnia i l'Estat de Sonora. La manca de subministraments i la forta resistència del govern mexicà van obligar a Walker a retirar-se ràpidament. |             |
| Estat d'Hongria                                                      | 14-04-1849       | 13-08-1849       | 121 dies | Regne d'Hongria                                   | Regne d'Hongria                                       | Proclamada pels revolucionaris hongaresos durant la Revolució hongaresa de 1848-1849. Els revolucionaris van ser derrotats per les forces imperials i es va iniciar un període de dura repressió. |             |
| República Democràtica Hongaresa                                      | 16-11-1918       | 21-03-1919       | 125 dies | Regne d'Hongria                                   | República Soviètica Hongaresa                         | Establerta arran de la dissolució de l'Imperi Austrohongarès després de la Primera Guerra Mundial. La República Popular hongaresa va reemplaçar el Regne d'Hongria. Quan els comunistes liderats per Béla Kun van prendre el control, van anunciar l'establiment de la República Soviètica Hongaresa. |             |
| República de Mirdita                                                 | 17-07-1921       | 20-11-1921       | 126 dies | Principat d'Albània                               | Principat d'Albània                                   | Proclamada per Marka Gjoni durant una rebel·lió contra la regència i el parlament albanès establerts després de la Primera Guerra Mundial. Només va ser reconegut pel Regne dels Serbis, Croats i Eslovens, que tenia interès de tenir una regió separatista a l'interior d'Albània per debilitar-la. Va ser atacada per les tropes del govern albanès i finalment la república va desaparèixer. |             |
| República d'Užice                                                    | 28-07-1941       | 01-12-1941       | 129 dies | Regne de Iugoslàvia                               | Ocupació de Sèrbia per l'Eix                          | Territori alliberat pel moviment de resistència partisana durant la Segona Guerra Mundial, organitzat com un petit estat militar, que va existir a la Iugoslàvia ocupada. Les tropes alemanyes van ocupar el territori durant l'Operació Užice, i els nazis van iniciar una masacre i una forta repressió. |             |
| República Soviètica Hongaresa                                        | 21-03-1919       | 01-08-1919       | 133 dies | República Democràtia Hongaresa                    | República Democràtia Hongaresa                        | Proclamada per Béla Kun quan els comunistes van prendre el control de la República Democràtica Hongaresa. Va tenir conflictes militars amb el Regne de Romania i amb el Regne dels Serbis, Croats i Eslovens. Va desaparèixer l'1 d'agost de 1919 quan els hongaresos van enviar representants per negociar la seva rendició a les forces romaneses. |             |
| República de Texas                                                   | 06-04-1813       | 18-08-1813       | 134 dies | Nova Espanya                                      | Nova Espanya                                          | Proclamada per elements insurgents de la província espanyola de Texas, dirigits per Bernardo Gutiérrez de Lara, amb el suport de filibusters estatunidencs, durant la Guerra d'Independència de Mèxic. Van ser derrotats pels reialistes, que van dur a terme fortes represàlies contra els rebels. |             |
| Regne Àrab de Síria                                                  | 08-03-1920       | 24-07-1920       | 138 dies | Administració del Territori Enemic Ocupat         | Estat d'Alep                                          | Estat titella creat pels britànics durant la Rebel·lió Àrab a canvi d'un aixecament àrab contra els otomans. El regne va ser dirigit per Faisal I, que va voler crear el territori de la Gran Síria. França es va oposar i es va negar a reconèixer Faisal com a rei. El regne es va rendir als francesos el 24 de juliol de 1920 |             |
| Regne Àrab de Síria                                                  | 08-03-1920       | 24-07-1920       | 138 dies | Administració del Territori Enemic Ocupat         | Estat de Damasc                                       | Estat titella creat pels britànics durant la Rebel·lió Àrab a canvi d'un aixecament àrab contra els otomans. El regne va ser dirigit per Faisal I, que va voler crear el territori de la Gran Síria. França es va oposar i es va negar a reconèixer Faisal com a rei. El regne es va rendir als francesos el 24 de juliol de 1920 |             |
| Regne Àrab de Síria                                                  | 08-03-1920       | 24-07-1920       | 138 dies | Administració del Territori Enemic Ocupat         | Estat de Djebel Drus                                  | Estat titella creat pels britànics durant la Rebel·lió Àrab a canvi d'un aixecament àrab contra els otomans. El regne va ser dirigit per Faisal I, que va voler crear el territori de la Gran Síria. França es va oposar i es va negar a reconèixer Faisal com a rei. El regne es va rendir als francesos el 24 de juliol de 1920 |             |
| República Partenopea                                                 | 21-01-1799       | 13-06-1799       | 143 dies | Regne de Nàpols                                   | Regne de Nàpols                                       | Estat titella de la Primera República Francesa proclamat per les tropes franceses comandades pel general Championnet. També va ser coneguda com República Napolitana. La república va deixar d'existir quan va ser ocupada per les tropes britàniques, els partidaris del Regne de Nàpols i els insurgents després que els francesos abandonessin la zona. |             |
| República Romana                                                     | 09-02-1849       | 02-07-1849       | 144 dies | Estats Pontificis                                 | Estats Pontificis                                     | Proclamada durant les Revolucions de 1848 als estats italians després de la fugida del Papa Pius IX cap a Gaeta. La república va ser liderada per Carlo Armellini, Giuseppe Mazzini i Aurelio Saffi, que van formar un triumvirat. L'exèrcit francès va entrar a Roma i va restablir el poder de la Santa Seu. |             |
| República d'Ezo                                                      | 27-01-1869       | 27-06-1869       | 151 dies | Shogunat Tokugawa                                 | Imperi Japonès                                        | Proclamada pel Shogunat Tokugawa durant la Guerra Boshin. Només va ser reconeguda per França i Regne Unit. Després de perdre contra les tropes imperials japoneses en la batalla de Hakodate, la república va desaparèixer i va formar part de l'Imperi Japonès amb el nom d'Illa Hokkaido. |             |
| República de Formosa                                                 | 23-05-1895       | 21-10-1895       | 151 dies | Dinastia Qing                                     | Imperi Japonès                                        | Proclamada per un grup d'alts oficials i membres de l'aristocràcia local partidaris de la dinastia Qing amb l'objectiu d'intentar evitar que el Japó s'annexionés l'illa en compliment dels acords pactats al tractat de Shimonoseki. Va desaparèixer quan la capital de la república, Tainan, va ser presa pels japonesos. |             |
| República Hutsul                                                     | 08-01-1919       | 11-06- 1919      | 154 dies | Àustria-Hongria                                   | Primera República de Txecoslovàquia                   | Proclamada pel general Stepan Klotxurak amb la idea de reunir totes les regions de parla ucraïnesa de l'Hongria austrohongaresa, després del fracàs del pla d'unificació amb la República Popular d'Ucraïna Occidental. La república va ser ocupada temporalment per les tropes hongareses de Béla Kun, i va ser alliberada a principis de juliol per Txecoslovàquia, a la qual es va adjuntar. |             |
| República Hutsul                                                     | 08-01-1919       | 11-06- 1919      | 154 dies | Àustria-Hongria                                   | República Popular d'Ucraïna Occidental                | Proclamada pel general Stepan Klotxurak amb la idea de reunir totes les regions de parla ucraïnesa de l'Hongria austrohongaresa, després del fracàs del pla d'unificació amb la República Popular d'Ucraïna Occidental. La república va ser ocupada temporalment per les tropes hongareses de Béla Kun, i va ser alliberada a principis de juliol per Txecoslovàquia, a la qual es va adjuntar. |             |
| República de Cabinda                                                 | 01-08-1975       | 04-01-1976       | 156 dies | Província de Cabinda                              | Angola                                                | Proclamada pel FLEC (Front d'Alliberament de l'Enclavament de Cabinda). Les tropes del MPLA (Moviment Popular per a l'Alliberament d'Angola) van entrar a Cabinda i van incorporar el territori a Angola sota l'estatus de província. |             |
| República Popular de Corea                                           | 06-09-1945       | 08-02-1946       | 155 dies | Ocupació japonesa de Corea                        | Comitè Popular Provisional per a Corea del Nord       | Va ser un govern provisional que es va organitzar amb l'objectiu de fer-se càrrec del control de Corea poc després de la rendició de l'Imperi Japonés al final de la Segona Guerra Mundial. Va funcionar fins que el govern militar de l'exèrcit dels Estats Units a Corea es va establir a la part sud de la Península Coreana. Després d'això, va operar de forma no oficial i en oposició al Govern Militar de l'exèrcit dels Estats Units, fins que va ser dissolta per la força. |             |
| República Popular de Corea                                           | 06-09-1945       | 08-02-1946       | 155 dies | Ocupació japonesa de Corea                        | Govern militar de l'Exèrcit dels Estats Units a Corea | Va ser un govern provisional que es va organitzar amb l'objectiu de fer-se càrrec del control de Corea poc després de la rendició de l'Imperi Japonés al final de la Segona Guerra Mundial. Va funcionar fins que el govern militar de l'exèrcit dels Estats Units a Corea es va establir a la part sud de la Península Coreana. Després d'això, va operar de forma no oficial i en oposició al Govern Militar de l'exèrcit dels Estats Units, fins que va ser dissolta per la força. |             |
| Federació àrab d'Iraq i Jordània                                     | 01-10-1958       | 30-07-1958       | 169 dies | Regne de l'Iraq                                   | República de l'Iraq                                   | Es va formar de la unió d'Iraq i Jordània, quan el rei Faisal II d'Iraq i el seu cosí, el rei Hussein de Jordània, van intentar unir els seus dos regnes haiximites, com a resposta a la formació de la República Àrab Unida. Encara que el nom implica una estructura federal, era de facto una confederació. Va ser dissolta oficialment després que Faisal fos deposat per un cop militar el 14 de juliol. |             |
| Federació àrab d'Iraq i Jordània                                     | 01-10-1958       | 30-07-1958       | 169 dies | Jordan                                            |                                                       | Es va formar de la unió d'Iraq i Jordània, quan el rei Faisal II d'Iraq i el seu cosí, el rei Hussein de Jordània, van intentar unir els seus dos regnes haiximites, com a resposta a la formació de la República Àrab Unida. Encara que el nom implica una estructura federal, era de facto una confederació. Va ser dissolta oficialment després que Faisal fos deposat per un cop militar el 14 de juliol. |             |
| República del Zimbàbue Rhodèsia                                      | 01-06-1979       | 12-12-1979       | 194 dies | República de Rhodèsia                             | Colònia de Rhodèsia del Sud                           | Es va crear a partir d'una república no reconeguda, Rhodesia, i va ser seguida breument per la colònia britànica restaurada de Rhodèsia del Sud. Prop de tres mesos després, la colònia de Rhodèsia del Sud va rebre la reconeguda independència internacional com la República de Zimbàbue. |             |
| República de Dubrovnik                                               | 15-10-1991       | 04-05-1992       | 202 dies | Croàcia                                           | Croàcia                                               | Va ser proclamada a Cavtat durant la Guerra de la independència croata, després que l'Exèrcit Popular Iugoslau capturés la ciutat. La república es va dissoldre juntament amb el control militar de la regió després del desmantellament oficial de totes les forces de l'Exèrcit Popular Iugoslau a Croàcia al maig de 1992. |             |
| República d'Hongria                                                  | 08-08-1919       | 29-02-1920       | 205 dies | República Democràtica Hongaresa                   | Regne d'Hongria                                       | Va ser proclamada per les forces contrarevolucionàries després de la Revolució dels Crisantems. Després d'un període de caos, el parlament va restablir la monarquia hongaresa. |             |
| República Socialista Soviètica d'Abkhàzia                            | 21-05-1921       | 16-12-1921       | 209 dies | República Democràtica de Geòrgia                  | Soviet Union                                          | Es va crear després de la invasió de Geòrgia per l'Exèrcit Roig en 1921. Va ser l'única entre les repúbliques soviètiques autònomes a tenir la independència de facto de Geòrgia. Per mitjà d'un tractat es va unir a la Unió Soviètica com a part de la República Socialista Soviètica de Geòrgia. |             |
| Nació de Tana                                                        | 14-02-1958       | 02-08-1958       | 211 dies | Noves Hèbrides                                    | Vanuatu                                               | |             |
| República de Gènova                                                  | 26-04-1814       | 07-01-1815       | 211 dies | Primer Imperi Francès                             | Regne de Sardenya                                     | Va ser proclamada després de la derrota de Napoleó, però va ser annexada al Regne de Sardenya. |             |
| Comitè Polític d'Alliberament Nacional                               | 10-03-1944       | 09-10-1944       | 214 dies | Estat Hel·lènic                                   | Regne de Grècia                                       | Va ser proclamat per Partit Comunista establert a Grècia el 1944 en oposició tant al govern col·laboracionista amb Alemanya d'Atenes com al govern reial en exili al Caire. Es va integrar al govern grec en exili en un govern d'unitat nacional a la conferència del Líban. |             |
| Estat Lliure de Schwenten                                            | 05-01-1919       | 10-08-1919       | 218 dies | Imperi Alemany                                    | República de Weimar                                   | Després de la Primera Guerra Mundial, els habitants de Schwenten van declarar la seva independència i la seva neutralitat. Quan es va fer evident que Schwenten romandria com a part d'Alemanya, l'estat es va dissoldre el 10 d'agost de 1919, declarant-se part d'Alemanya. Això només va entrar en vigor el 9 de juny de 1920, quan va entrar en vigor el Tractat de Versalles. | [ 14 ]      |
| República de Markovo                                                 | 31-10-1905       | 18-06-1906       | 231 dies | Imperi Rus                                        | Imperi Rus                                            | Va ser proclamada pels camperols durant la Revolució russa de 1905, quan es van fer amb el govern local del poble de Markovo. La revolta de la república va ser derrotada per les tropes imperials russes. |             |
| Ducat de Curlàndia i Semigàlia                                       | 08-03-1918       | 08-11-1918       | 245 dies | Imperi Alemany                                    | Govern Provisional de Letònia                         | Estat client de l'Imperi Alemany creada pels alemanys bàltics. Després de la revolució alemanya, Letònia va proclamar la independència i els alemanys la van lliurar al govern provisional letó, dirigit per Kārlis Ulmanis. |             |
| Estat Ucraïnès                                                       | 29-04-1918       | 14-12-1918       | 249 dies | República Popular d'Ucraïna                       | Directori d'Ucraïna                                   | Estat client de l'Imperi Alemany creat per autoritats militars alemanyes quan va desaparèixer la República Popular d'Ucraïna. Es va convertir en una dictadura provisional de Pavlò Skoropadski. Finalment Skoropadskyi va ser deposat i la República Popular d'Ucraïna va tornar al poder en forma de Directori. |             |
| República Independent de Bagys-Kazakh                                | 30-12-2001       | 09-09-2002       | 254 dies | Uzbekistan                                        | Kazakhstan                                            | Va ser proclamada pel el poble uzbek residents en Kazakhstan durant un període de disputa territorial entre Kazakhstan i l'Uzbekistan. Després de l'acord nacional de compensació es converteix en un territori kazakh. |             |
| Regne de Noruega                                                     | 16-02-1814       | 04-11-1814       | 261 dies | Regne de Dinamarca i Noruega                      | Regnes Units de Suècia i Noruega                      | Noruega va declarar la seva independència, a conseqüència del rebuig del tractat de Kiel després de les guerres napoleòniques, va adoptar una Constitució i va triar com el seu propi rei al príncep hereu danès Cristià. Com a conseqüència d'una breu guerra amb Suècia, va portar a Noruega a acceptar entrar en una unió personal amb Suècia en la Convenció de Moss. |             |
| Regne de Lituània                                                    | 16-02-1918       | 09-11-1918       | 266 dies | Imperi Alemany                                    | Lituània                                              | Estat client de l'Imperi Alemany creat per les forces d'ocupació alemanyes al final de la Primera Guerra Mundial. Quan Alemanya va perdre la guerra i es va veure embolicada en la revolució alemanya, Lituània va restablir la seva independència. |             |
| República Popular d'Ucraïna Occidental                               | 18-10-1918       | 17-07-1919       | 272 dies | Àustria-Hongria                                   | Primera República de Txecoslovàquia                   | Proclamada pel Consell Nacional Ucranià al final de la Primera Guerra Mundial. Degut a conflictes interns entre diferents ètnies, la república es va fragmentar. |             |
| República Popular d'Ucraïna Occidental                               | 18-10-1918       | 17-07-1919       | 272 dies | Àustria-Hongria                                   | Segona República Polonesa                             | Proclamada pel Consell Nacional Ucranià al final de la Primera Guerra Mundial. Degut a conflictes interns entre diferents ètnies, la república es va fragmentar. |             |
| República Popular d'Ucraïna Occidental                               | 18-10-1918       | 17-07-1919       | 272 dies | Àustria-Hongria                                   | Regne de Romania                                      | Proclamada pel Consell Nacional Ucranià al final de la Primera Guerra Mundial. Degut a conflictes interns entre diferents ètnies, la república es va fragmentar. |             |
| República Popular d'Ucraïna Occidental                               | 18-10-1918       | 17-07-1919       | 272 dies | Àustria-Hongria                                   | República Popular d'Ucraïna                           | Proclamada pel Consell Nacional Ucranià al final de la Primera Guerra Mundial. Degut a conflictes interns entre diferents ètnies, la república es va fragmentar. |             |
| Goshen                                                               | 24-10-1882       | 06-08-1883       | 286 dies | Cap prededessor                                   | Stellaland                                            | Proclamada pels bòers que s'oposaven al domini britànic a la regió. Finalment es va annexionar amb la veïna Stellaland. |             |
| República Popular Belarussa                                          | 25-03-1918       | 05-01-1919       | 286 dies | República Socialista Federada Soviètica de Rússia | República Socialista Soviètica Lituana-Belarussa      | Va ser un intent fallit de crear un estat belarús al territori controlat per l'exèrcit alemany durant la Primera Guerra Mundial. Va deixar d'existir quan Minsk va ser capturada per les forces russes i es va fundar l'RSS Lituana-Belarussa. Dos anys després, els fundadors de la República Popular Belarussa van formar un govern en l'exili. Actualment, la Rada de la República Popular Belarussa és el govern més antic existent en l'exili. |             |
| República Popular Belarussa                                          | 25-03-1918       | 05-01-1919       | 286 dies | República Socialista Federada Soviètica de Rússia | Segona República Polonesa                             | Va ser un intent fallit de crear un estat belarús al territori controlat per l'exèrcit alemany durant la Primera Guerra Mundial. Va deixar d'existir quan Minsk va ser capturada per les forces russes i es va fundar l'RSS Lituana-Belarussa. Dos anys després, els fundadors de la República Popular Belarussa van formar un govern en l'exili. Actualment, la Rada de la República Popular Belarussa és el govern més antic existent en l'exili. |             |
| República Popular Belarussa                                          | 25-03-1918       | 05-01-1919       | 286 dies | República Socialista Federada Soviètica de Rússia | República Popular d'Ucraïna                           | Va ser un intent fallit de crear un estat belarús al territori controlat per l'exèrcit alemany durant la Primera Guerra Mundial. Va deixar d'existir quan Minsk va ser capturada per les forces russes i es va fundar l'RSS Lituana-Belarussa. Dos anys després, els fundadors de la República Popular Belarussa van formar un govern en l'exili. Actualment, la Rada de la República Popular Belarussa és el govern més antic existent en l'exili. |             |
| Tercera República d'Acre                                             | 27-01-1903       | 11-11-1903       | 288 dies | Bolivia                                           | Brasil                                                | Proclamada per José Plácido de Castro a conseqüència de la febre del cautxú i la Guerra de l'Acre. A través de la diplomàcia i de les negociacions es va signar el Tractat de Petròpolis, i es va convertir en un territori federal de Brasil. |             |
| República del Río Grande                                             | 17-01-1840       | 06-11-1840       | 294 dies | Mexico                                            | Mexico                                                | Proclamada pels insurgents contra el govern mexicà que buscaven establir-se al nord de Mèxic. Va ser un dels territoris que es van independitzar de Mèxic sota el govern de Santa Anna, junt la República de Texas, la República de Zacatecas i la República de Yucatán. Després de la batalla de Saltillo, els insurgents van acceptar de rendir-se a canvi de no rebre represàlies. |             |
| República del Río Grande                                             | 17-01-1840       | 06-11-1840       | 294 dies | Mexico                                            | República de Texas                                    | Proclamada pels insurgents contra el govern mexicà que buscaven establir-se al nord de Mèxic. Va ser un dels territoris que es van independitzar de Mèxic sota el govern de Santa Anna, junt la República de Texas, la República de Zacatecas i la República de Yucatán. Després de la batalla de Saltillo, els insurgents van acceptar de rendir-se a canvi de no rebre represàlies. |             |
| Estats Units bèlgics                                                 | 11-01-1790       | 02-12-1790       | 325 dies | Imperi Habsburg                                   | Imperi Habsburg                                       | Va ser una confederació als Països Baixos del Sud (actual Bèlgica) que es va establir després de la Revolució de Brabante contra l'emperador Josep II. Van ser reconquerits per l'exèrcit austríac. |             |
| República de Salomó del Nord                                         | 01-09-1975       | 07-08-1976       | 341 dies | Papua Nova Guinea                                 | Papua Nova Guinea                                     | Declaració unilateral d'independència d'un territori de Papua Nova Guinea. Degut a la preocupació sobre la seguretat i la manca de reconeixement internacional, va iniciar converses amb Papua Nova Guinea. Es va acordar una major descentralització i autogovern, i va tornar a ser absorbida políticament per Papua Nova Guinea. |             |
| Govern Nacional de l'Azerbaidjan                                     | novembre de 1945 | novembre de 1946 | ~1 any   | Dinastia Pahlavi                                  | Dinastia Pahlavi                                      | Estat titella de la Unió Soviètica. El seu establiment i la seva desaparició van ser part de la crisi de l'Iran, que fou un precedent de la Guerra Freda. |             |